# Olawunmi Adebayo
Olawunmi Mary Adebayo (Abeokuta, 9 dicembre 1979) è un'ex cestista nigeriana.

## Carriera
Con la Nigeria ha disputato i Campionati mondiali del 2006.